# Gare de Chissay-en-Touraine
La gare de Chissay-en-Touraine est une gare ferroviaire française de la ligne de Vierzon à Saint-Pierre-des-Corps, située sur le territoire de la commune de Chissay-en-Touraine, dans le département de Loir-et-Cher, en région Centre-Val de Loire.
C'est une halte voyageurs de la Société nationale des chemins de fer français (SNCF) desservie par des trains TER Centre-Val de Loire.

## Situation ferroviaire
Établie à 64 mètres d'altitude, la gare de Chissay-en-Touraine est située au point kilométrique (PK) 275,526 de la ligne de Vierzon à Saint-Pierre-des-Corps entre les gares de Montrichard et de Chenonceaux.

## Histoire
En août 1871, le conseil général du département souligne que les communes de Saint-Georges-sur-Cher et Chissay subissent un important préjudice du fait d'êtres traversées par la ligne de Tours à Vierzon sans avoir une station. Il émet un vœu pour la création d'une station, voyageurs et marchandises, sur le territoire de la commune de Chissay.
La recette de la halte de Chissay pour l'année 1894 est de 23 341 francs.
En août 1896, le conseil est informé que les travaux pour l'établissement d'une pompe à la halte de Chissay sont terminés.

## Service des voyageurs

### Accueil
Halte SNCF, c'est un point d'arrêt non géré (PANG) à entrée libre. Elle dispose de deux quais latéraux avec abris.
La traversée des voies s'effectue par le passage à niveau routier.

### Desserte
Chissay-en-Touraine est desservie par des trains du réseau TER Centre-Val de Loire qui effectuent des missions entre Tours et Saint-Aignan - Noyers et Vierzon-Ville tôt le matin ou en soirée.

### Intermodalité
Un parking pour les véhicules y est aménagé.